# イギリス国鉄455形電車

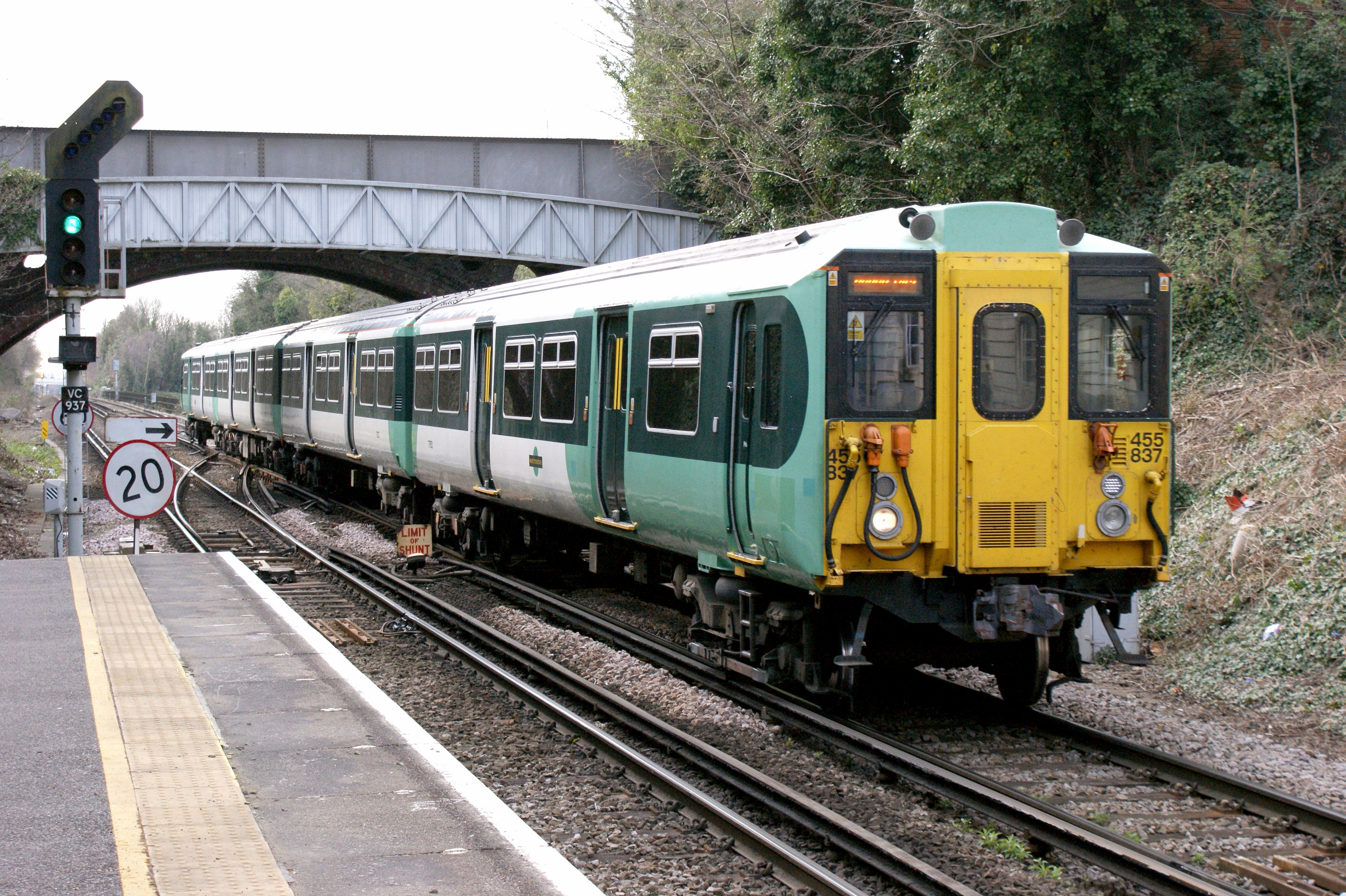
サザンの455/8形

455形（Class 455）は、1982年に登場したイギリスの電車である。ロンドンとイングランド南部方面、南西部方面を結ぶ近郊線区に投入された。

## 概要
ロンドン近郊と南東部の第三軌条電化路線の近郊運用向けに登場した電車で、マーク3客車の構造を基本とした鋼製車体である。同型車体で中距離用の317形と異なり、短距離運用を想定してトイレは設置されず、一等席の設定もない。最高速度も121km/hに抑えられている。開発当時は車両形式を510形と称したが、登場時に455形へ改称された。
両端制御車と電動車1両、付随車1両の1M3Tの4両編成で、駆動方式は吊掛式、制御方式は抵抗制御、主電動機は直流電動機を採用する。

## 製造と運用
1次車の455/8形は、1982年から1984年にかけて4両編成74本が製造された。2次車の455/7形は1984年から1985年にかけて3両編成43本が、最終製造の455/9形は1985年に4両編成20本が製造された。
2次車の455/7形以降は、1次車より警笛の設置場所と前面形状、ライト配置が変更されている。当初に3両編成で登場した455/7形は、付随車を508形より編入し4両編成となった。508形は313形と同じ1970年代設計の車体であるため、車体形状に目立つ差がある。
1996年以降のイギリス国鉄民営化後の列車運行会社での運用は、南西部方面がサウス・ウェスト・トレインズを経てサウス・ウェスタン・レールウェイ、南部方面はコネックス・サウス・セントラルとサザンを経てゴヴィア・テムズリンク・レールウェイ（「サザン」ブランド）と推移している。
サウス・ウェスト・トレインズでは2015年より走行機器の更新工事を行い、主電動機を交流電動機とし、IGBT方式のVVVFインバータ制御を採用した。